# Lowry Crossing
Lowry Crossing – miasto w Stanach Zjednoczonych, w stanie Teksas, w hrabstwie Collin.